# Novara Jazz Festival
NovaraJazz Festival è un festival internazionale dedicato a progetti di musica jazz, elettronica e arti visive, organizzato dall'Associazione Culturale Rest-Art.

## Storia
Il Novara Jazz Festival nasce nel 2004, con l'intento di unire i luoghi tipici della città e della provincia novarese alle sonorità jazz di artisti nazionali ed internazionali. Nel corso degli anni il festival ha ospitato artisti come Michael Nyman, World Saxophone Quartet e Trilok Gurtu in luoghi simbolo della città di Novara; il Broletto e la piazza del Duomo, ma anche diverse sedi nei comuni della provincia ospitano ogni anno i concerti e gli eventi correlati che si sono aggiunti nel tempo. Dal 2010 il festival organizza anche una stagione invernale.

### 2004
La prima edizione si è tenuta fra febbraio e marzo del 2004 e vide la partecipazione di artisti sia italiani che stranieri, come Paolo Fresu e Butch Morris, che si esibiscono al Conservatorio Cantelli di Novara.

### 2005
L'edizione 2005 si svolse a marzo e aprile e vide una maggiore partecipazione nell'organizzazione da parte di associazioni e società novaresi: il Comune di Novara patrocina l'evento, la Provincia lo sostiene insieme al Conservatorio di Novara e all'Associazione Novara Arte Cultura (NAC).
Anche dal punto di vista artistico si opera una svolta verso il moderno approccio al jazz: vengono invitati i pianisti Matthew Shipp e il suo trio, Dave Burrell e Paolo Palliaga con il suo quartetto.

### 2006
Il 2006 fu un anno di svolta per il Novara Jazz Festival che alla sua terza edizione allargò la programmazione: dopo due anni di piccoli appuntamenti selezionati, vi furono oltre 30 eventi musicali al Teatro Coccia, all'Auditorium, al castello, nel Broletto, nell'università
Inoltre, il festival si allarga oltre la musica, inaugurando la futura tradizione di eventi collaterali con la mostra fotografica "The black sound of music", di Luciano Rossetti.
Gli artisti presenti fra il 27 aprile e il 12 maggio furono:
- Gianluigi Trovesi
- David S. Ware
- Matthew Shipp
- Guillermo E. Brown
- Stan Tracey
- Louis Moholo
- Mina Agossi
- Fabrizio Ottaviucci
- Nik Bartsch's Ronin
- Di Terra Trio
- World Saxophone Quartet[8]
- Alexander von Schlippenbach
- Adam Butler aka Vert

### 2007
Nel 2007 la manifestazione si spostò a fine primavera, fra il 26 maggio e il 9 giugno, e assunse ancora di più la vocazione internazionale e trasversale ai vari filoni jazzistici. Gli artisti che presenziarono furono:
- Enzo Scoppa Sextet
- Ad Baars Quartet
- Tomasz Stanko Quartet
- Ralph Alessi
- Arrigo Cappelletti
- Nicola Stranieri
- Sabir Mateen Trio e Matt Lavelle
- Cristina Zavallotti Quintet e Gianluigi Trovesi

Sempre nel 2007 il festival superò i confini della città, raggiungendo i comuni novaresi di Arona, Galliate, Oleggio e Orta (vedi sopra) e vide aumentare la presenza di eventi collaterali, già sperimentati nella precedente edizione. Fra questi l'esperienza del Gianmario Liuni Sextet con l'orchestra del Conservatorio Cantelli e le serate con i dj Rocco Pandiani, Gak Sato, Spooky e il vj Klat.

### 2008
Fra il 30 maggio e l'8 giugno si tenne la quinta edizione di Novara Jazz Festival che sancì un ulteriore passo verso la maturità del festival, attraverso un'offerta di eventi maggiormente articolata: oltre ai concerti, che si tennero in Piazza Duomo, e ai DJ set dopo la mezzanotte, vennero organizzate anche due mostre d'arte..
Gli artisti partecipanti furono:
- Michael Nyman[13]
- Tiziano Tononi Trio
- William Parker
- Dixie Train Marching Band
- Pasquale Innarella Jazz Quintet
- Ethan Winogrand Quintet
- Dj/Rupture
- Norma Winstone Trio
- Marcin Wasilewski Trio
- Roberto Fonseca e Fabrizio Bosso
- Dick Hyman
- David Gunn & Guillermo E. Brown
- Dj King Britt
- Markus Stockhausen e Tara Bouman

### 2009
La sesta edizione, che si tenne fra il 28 maggio e il 7 giugno 2009, confermò la scelta di un'apertura a tutti i filoni del jazz contemporaneo e rinnovò la scelta della Piazza Duomo e dell'Auditorium Cantelli come sedi per i concerti, mentre i dj set si tennero al Blues Café.
Alla manifestazione parteciparono:
- Rova Saxophone Quartet
- Trilok Gurtu Band
- Fabrizio Ottaviucci
- Chicago Stompers
- Bik Bent Braam
- Luis Perdomo Trio
- Hypnotic Brass Ensemble
- The Tempest Trio
- Alessio Bertallot
- Club Silencio
- Nicola Conte
- Michael Pomonkey Robinson
- Noego
- Soulful Torino

### 2010
Nell'edizione 2010 del Novara Jazz Festival il luogo fu ancora Piazza della Repubblica ad eccezione del concerto di Roberto Gatto, tenutosi al Conservatorio Cantelli.

Il Festival ha ospitato:
- Utsav Lal
- Alex Von Schlippenbach & Aki Takase
- Roberto Gatto I-Jazz Band 2010 (prima produzione della neonata Associazione I-Jazz)
- Mulatu Astatke
- Manomanouche
- Rollerball
- Hazmat Modine
- Willem Breuker Kollektief
- Baby Charles

### 2011
L'edizione 2011, l'ottava nella storia del festival, si tenne in Piazza Duomo e al Conservatorio Cantelli di Novara, ma anche in altri palchi in giro per la città e per la provincia.
Furono ospiti:
- Ayelet Rose Gottlieb, Anat Fort, Yael Zamir
- Ebo Taylor
- Duncan Brooker
- Gianluigi Trovesi
- Charles Gayle
- I Compani
- Gianluca Petrella I-Jazz Ensemble 2011
- Oslo Soul Experience
- Linda & Ted Couldstone
- Soulful Torino

### 2012
Per l'edizione 2012, e per la prima volta, il festival si sviluppò su tre weekend, comprendendo anche un'anteprima.
Un cambiamento riguardò anche la sede dei concerti all'aperto, che tornò ad essere il Broletto, e non più la Piazza Duomo. Gli spettacoli si svolsero anche in altri palchi all'interno della città e in altre luoghi della provincia e non solo. Gli spettacoli al chiuso si tennero presso il Conservatorio Cantelli di Novara, a cui si aggiunse l'Auditorium Brera.
Fra gli ospiti dell'edizione:
- Mari Kvien Brunvoll
- Stefano Ferrian’s Nutimbre
- Vijay Anderson
- Italian Instabile Orchestra
- Ricardo Gallo
- One plus One
- Dans Les Arbres
- Marco Fusi
- Fanga
- AfrobeaTorino
- Nick Pride and the Pimptones feat. Snowboy
- ensemBle baBel

### 2013
Fra gli ospiti dell'edizione:
- Italian Instabile Orchestra
- Wadada Leo Smith
- The Sweet Life Society
- Gino Paoli
- Mauro Ottolini Sousaphonix
- Invernomuto featuring Melaku Belay

### 2014
Fra gli ospiti dell'edizione:
- Wayne Horvitz European Ensemble
- Martin Kuchen’s Angles 8
- Hidden Orchestra
- Zeno de Rossi Trio
- Jungle by Night
- Elita Soundsystem
- Lele Sacchi

### 2015
Fra gli ospiti dell'edizione:
- ICP Orchestra
- Bo Van Der Graf & Michiel Braam
- Tin men & the Belephone
- La Fabbrica dei Botti
- XOL & Peter Brotzmann
- Roberto Ottaviano trio & Giovanni Falzone
- Hackney Colliery
- We Free Kings

### 2016
Il festival in questi anni continua ad ampliare la programmazione, mantenendo invariati luoghi e format, e confermando il programma annuale di residenze e produzioni site specific.
Fra gli ospiti dell'edizione:
- Rob Mazurek
- Fire! Orchestra
- Melt Yourself Down
- Posta Lotsa Plus
- Cristiano Calcagnile[20]
- Enten Eller
- Dj Mister Tobs
- Soulful Torino